# ديفيد سييرا
ديفيد سييرا (بالإسبانية: David Sierra)‏ (16 سبتمبر 1983 بمدريد في إسبانيا - ) هو لاعب كرة قدم إسباني في مركز حراسة المرمى. لعب مع بونفيرادينا وريال مدريد ج ونادي فوينلابرادا وJacksonville Armada FC ‏ وMiami FC ‏ وCD Nuevo Puerta Bonita ‏ وBayamón Fútbol Club ‏ وAD Arganda CF ‏ ونادي فيكتوريا وSevilla FC Puerto Rico ‏.

## وصلات خارجية
- ديفيد سييرا على موقع قاعدة بيانات كرة القدم.إي يو (الإنجليزية)
- ديفيد سييرا على موقع Soccerway.com (الإنجليزية)
- ديفيد سييرا على موقع AS.com (الإسبانية)